# Enfant terrible (album)
Enfant terrible četvrti je studijski album hrvatskog skladatelja, tekstopisca i glazbenika Dina Dvornika, koji izlazi 1997. g. 
Objavljuje ga diskografska kuća Croatia Records, sadrži četrnaest skladbi, a njihov producent je Dino Dvornik.
Ime albuma je izraz za neprilagođenog pojedinca, tj. enfant terrible.
Materijal na albumu uz poznate plesne zvukove, donosi i novine u skladbama "Male noćne orgulje na plin (a capella)" i "La Baraka Blues Mravac, Gonzo...". Kao gosti na albumu sudjeluju Davor Gobac, Marijan Ban, Stjepan "Đimi" Stanić, Songkillersi i drugi. Album donosi nekoliko uspješnica, "Điha, điha", "Afrika", "Najviše kriv sam ja" i "Peti element". 
Dino Dvornik snimio je videospotove za skladbe: "Điha, điha", "Afrika" i "Peti element".
Dino Dvornik 1996. za skladbu "Afrika" dobiva prestižnu hrvatsku diskografsku nagradu, Porin, u kategorijama, hit godine i najbolji aranžman. Također "Afrika" je bila nominirana ,u kategorijama, najbolja produkcija i najbolji video broj. 
Dino Dvornik 1997. na Melodijama hrvatskog Jadrana za skladbu "Điha, điha" osvaja 3. nagradu publike.
Dino Dvornik 1998. za skladbu "Điha, điha" bio je nominiran za prestižnu hrvatsku diskografsku nagradu, Porin, u kategoriji najbolji video broj.
Dino Dvornik 1998. za ovaj album dobiva prestižnu hrvatsku diskografsku nagradu, Porin, u kategoriji najbolja produkcija. Album je bio nominiran i za najbolju snimku.

## Popis pjesama
1. "Intro: Ella" - 0:31
  - Dvornik - Dvornik - Dvornik
2. "Jebe me se" - 4:08 
  - Dvornik - Dvornik - Dvornik
3. "Điha, điha" - 4:07
  - Dvornik - Dvornik - Dvornik
4. "Bye, bye" - 3:58
  - Dvornik - Dvornik - Dvornik / Predrag Martinjak
5. "Fjaka" - 4:37
  - Dvornik - Dvornik - Dvornik
6. "Žigolo"- 5:47 
  - Dvornik - Dvornik - Dvornik
7. "Libido"- 4:14
  - Dvornik - Dvornik - Dvornik
8. "Afrika" - 4:25 
  - Dvornik - Dvornik - Dvornik
9. "Noćas" - 4:36
  - Predrag Martinjak / Dvornik - Dvornik - Dvornik / Predrag Martinjak
10. "Najviše kriv sam ja" - 4:35
  - Dvornik - Dvornik - Dvornik
11. "Peti element" - 5:29
  - Dvornik - Dvornik - Dvornik
12. "Gad" - 4:01
  - Dvornik - V.Grabovac - Dvornik
13. "Male noćne orgulje na plin (a capella)" - 5:34
  - Dvornik - Dvornik - Dvornik
14. "Intro: La Baraka Blues Mravac, Gonzo..." - 2:40
  - Dvornik - Dvornik - Dvornik

## Izvođači i produkcija
- Producent - Dino Dvornik
- Glazba - Dino Dvornik, Predrag Martinjak
- Tekstovi - Dino Dvornik, Vlado Grabovac
- Snimljeno u studiju - "JM" Studio, Zagreb
- Fotografije - Dražen Lapić
- Oblikovanje - Božesačuvaj

## Vanjske poveznice
- discogs.com - Dino Dvornik - Enfant terrible